# Johnathan Goodwin
Johnathan Goodwin är en amerikansk bilmekaniker som bygger om populära bilmodeller så att de går att köra på biodiesel. De ombyggda bilarna får ofta en betydande ökning av antalet hästkrafter samt en minskning av utsläppen. Goodwin har i TV-kanalen MTV visat en tävling mellan en Lamborghini och en ombyggd Impala, där den senare kör snabbast, som ett exempel på att bilar som körs på biodiesel inte behöver vara långsamma.
Johnatan Goodwin experimenterar även med eldrivna fordon och fordon som körs på en blandning av väte och biodiesel, enligt en metod utvecklad av Uli Kruger.